# Тони Кери
Антъни (Тони) Лорънс Кари (на английски: Anthony Lawrence Carey) е американски музикант, свирещ на клавишни инструменти, в състава на групата „Рейнбоу“ (Rainbow) от 1975 до 1977 г.

## Биография
Тони Кери е роден на 16 октомври 1953 г. в град Фресно, Калифорния, САЩ.
Първата група в която свири е Blessings. През 1975 г. Ричи Блекмор го открива и кани като клавирист в „Рейнбоу“. След две успешни години и две световни турнета с групата, Тони напуска „Рейнбоу“ през 1977 г. През 1978 г. се запознава с Питър Хаук, немски продуцент. С него той издава и първия си солов албум, който е изцяло инструментален. Следват нови два албума с групата Planet P Project. През 1982 г. влиза в американските класации с песента „I Won't Be Home Tonight“, а през 1983 г. заедно с Planet P Project's и „Why Me?“. През следващата година (1984) отново е в класациите с „Fine, Fine Day“ и „First Day Of Summer“. Голяма популярност му носи изпълнението от едноименния филм „Room With A View“ – „Стая с изглед“.